# Franz Xaver Bachem
Franz Xaver Bachem (* 12. Juni 1857 in Köln; † 7. August 1936 in Bonn) war Chef des Bachem Verlages und Herausgeber der Kölnischen Volkszeitung.

## Leben

### Herkunft und Familie
Franz Xaver Bachem wuchs als Sohn des Verlegers Josef Bachem (1821–1893) und seiner Gemahlin Katharina Degen (1831–1921) zusammen mit seinen fünf Geschwistern in einer katholischen Familie auf. Er wurde in der Pfarrkirche St. Mariä Himmelfahrt in Köln getauft. Dabei war der Theologe Franz Xaver Dieringer sein Taufpate. Nach ihm erhielt er seine Vornamen.
Am 20. Mai 1882 heiratete er Elvira Ruland (1860–1927), Tochter des Bonner Rechtsanwalts Johann Baptist Ruland (1820–1889) und seiner Frau Josephine Wrede (1826–1893). Sechs Kinder gingen aus dieser Ehe hervor.

### Beruflicher Werdegang und Wirken
Die Schul- und Berufsausbildung von Franz Xaver war geprägt von dem Willen seines Vaters, ihn und seine jüngeren Brüder Karl (1858–1945), Fridolin (1861–1920) und Robert (1863–1942) in dem Verlagshaus Bachem zu beschäftigen. Alle Kinder besuchten zunächst die Realschule erster Ordnung in der Kölner Kreuzgasse. Franz Xaver ging nach einer dreijährigen Lehre als Buch- und Kunsthändler in Bonn zu dem Verlagshaus Brockhaus in Leipzig. Bevor er im Jahre 1881 in die Geschäftsführung als Juniorchef im eigenen Verlag an die Seite des Vaters trat, diente er noch ein Jahr als Freiwilliger im Infanterieregiment Nr. 65. Sein Vater zog sich aus gesundheitlichen Gründen immer mehr aus dem Geschäft zurück, so dass Franz Xaver und seine Brüder Fridolin und Robert den Betrieb führten. In den 1880er Jahren wurde der Verlag mit dem Ausbau der „Kölnischen Volkszeitung“ zur publizistischen Hauptstütze der Deutschen Zentrumspartei. Ende des Jahrzehnts war das Ziel erreicht: die Zeitung hatte ihren Durchbruch als großes überregionales Blatt geschafft.
Nach dem Tode seines Vaters am 21. August 1893 trat Franz Xaver an die Spitze des „J. P. Bachem-Verlages“. Seine jüngeren Brüder Fridolin und Robert übernahmen innerhalb des Hauses die Führung von Druckerei und kaufmännischem Betrieb. Im selben Jahr reiste er in die USA – nicht nur zur Weltausstellung in Chicago, vor allem zum Studium des amerikanischen Pressewesens. Seine hier gewonnenen Erkenntnisse setzte er sofort um und startete erfolgreich die Wochenausgabe seiner Zeitung für das Ausland. Wie sein Vater, so sah auch Franz Xaver den Schwerpunkt seiner Arbeit in der Fassung der Feuilletons. Die Chefredaktion und Ressortleitung „Innenpolitik“ lagen in den Händen seines Cousins Julius Bachem. In den Jahren 1876 bis 1907 war Hermann Cardauns verantwortlich. Karl Hoeber war dessen Nachfolger und von 1907 bis 1933 Chefredakteur der Kölnischen Volkszeitung. Dieser verfasste auch eine Biografie über Franz Xaver. 1914, im Jahr des Kriegsausbruchs, brachte die Zeitung eine gesonderte Kriegsausgabe heraus und schaffte mit einer täglichen Auflage von 130.000 Exemplaren den Aufstieg zur wichtigsten überregionalen katholischen Tageszeitung in Deutschland. Gegen Kriegsende hatte Joseph Froberger (1871–1931) als außenpolitischer Berater des Blattes maßgeblichen Einfluss auf die politische Richtung. Die Redakteure unterstützten als Vorreiter den Gedanken des rheinischen Separatismus. So versuchten Froberger und Hoeber mehrmals vergeblich, den Kölner Oberbürgermeister Konrad Adenauer für ihre Idee zu gewinnen.
Am 4. Mai 1918 konnte der „J.P.Bachem Verlag“ sein hundertjähriges Bestehen feiern. Mit dem Kriegsende folgte neben der militärischen Niederlage auch der wirtschaftliche Niedergang Deutschlands. Das Währungssystem brach zusammen. So verlor die Firma ihr gesamtes Kapital, das sie mit einem Betrag von über einer Million Reichsmark in Kriegsanleihen gesteckt hatte. Zum Jahresende trennte sich Franz Xaver von dem 1887 gegründeten und von seinen Brüdern Fridolin und Robert geleiteten Lokalblatt „Kölner Localanzeiger“. Schließlich musste sich Franz Xaver auch von der „Kölnischen Volkszeitung“ trennen. Im Juli 1920 übernahm ein Finanzkonsortium Kölner Zentrumspolitiker das Blatt. So konnte es in seinem alten Geist weitergeführt werden.
Bachem blieb die Verantwortung für seinen Buchverlag. Nach seinem Tode 1936 folgte ihm sein jüngster Sohn Franz Carl (1898–1976) als Chef des Verlages.

## Werke
- Meine Sammler-Erlebnisse mit Altchina-Bronzen, Köln 1933.